# Anders Gløersen
Anders Gløersen (22 maggio 1986) è un fondista norvegese.

## Biografia
Ha debuttato in campo internazionale ad alto livello ai Mondiali juniores del 2005 a Rovaniemi, senza ottenere risultati di rilievo; nell'edizione successiva, Kranj 2006, è stato quarto nella sprint a tecnica libera, dopo aver marcato il terzo tempo nelle qualificazioni. In Coppa del Mondo ha esordito nella sprint a tecnica classica di Drammen del 14 marzo 2007 (36º) e ha ottenuto la prima vittoria, nonché primo podio, il 16 dicembre successivo nella sprint a tecnica classica di Rybinsk.
Ha debuttato ai Campionati mondiali a Oslo 2011 (13° nella sprint) e ai Giochi olimpici invernali a Soči 2014 (4° nella sprint). Ai Mondiali di Falun 2015 ha vinto la medaglia d'oro nella staffetta e quella di bronzo nella 15 km; due anni dopo, nella rassegna iridata di Lahti 2017, si è classificato 11º nella 50 km.

## Palmarès

### Mondiali
- 2 medaglie:
  - 1 oro (staffetta a Falun 2015)
  - 1 bronzo (15 km a Falun 2015)

### Coppa del Mondo
- Miglior piazzamento in classifica generale: 21º nel 2008
- 19 podi (12 individuali, 7 a squadre):
  - 8 vittorie (5 individuali, 3 a squadre)
  - 6 secondi posti (4 individuali, 2 a squadre)
  - 5 terzi posti (3 individuali, 2 a squadre)

#### Coppa del Mondo - vittorie
| Data             | Luogo      | Paese     | Disciplina                                                                     |
| ---------------- | ---------- | --------- | ------------------------------------------------------------------------------ |
| 16 dicembre 2007 | Rybinsk    | Russia    | Sprint TC                                                                      |
| 1º marzo 2008    | Lahti      | Finlandia | Sprint TL                                                                      |
| 14 marzo 2010    | Oslo       | Norvegia  | Sprint TL                                                                      |
| 5 dicembre 2010  | Düsseldorf | Germania  | Sprint a squadre TL (con Ola Vigen Hattestad)                                  |
| 15 dicembre 2013 | Davos      | Svizzera  | Sprint TL                                                                      |
| 20 dicembre 2014 | Davos      | Svizzera  | 15 km TL                                                                       |
| 18 dicembre 2016 | La Clusaz  | Francia   | 4x7,5 km (con Didrik Tønseth, Martin Johnsrud Sundby e Finn Hågen Krogh)       |
| 22 gennaio 2017  | Ulricehamn | Svezia    | 4x7,5 km (con Simen Hegstad Krüger, Martin Johnsrud Sundby e Finn Hågen Krogh) |

Legenda:

TC = tecnica classica

TL = tecnica libera

#### Coppa del Mondo - competizioni intermedie
- 2 podi di tappa:
  - 2 terzi posti